# ب‌ام‌و سری ۷ (ای۶۵)
ب‌ام‌و سری ۷ (ای۶۵) (BMW 7 Series (E65) یک سری خودرو است که از سال ۲۰۰۱ تا ۲۰۰۸ در آلمان، روسیه، تایلند و مصر تولید می‌شده‌است.
این خودرو در کلاس خودرو سایز بزرگ قرار گرفته، طراحی آن خودروهای موتور جلو-محور عقب بوده است.

## نگارخانه

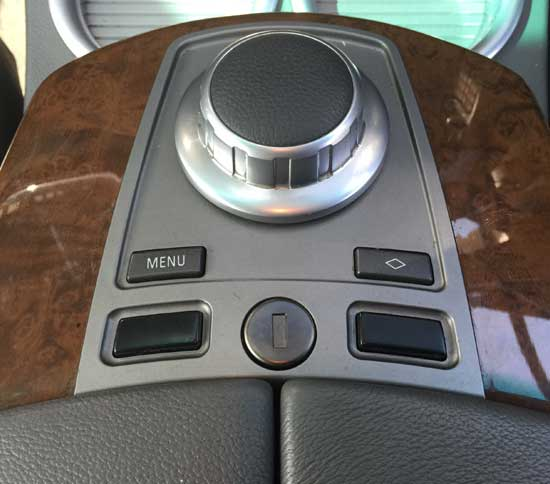
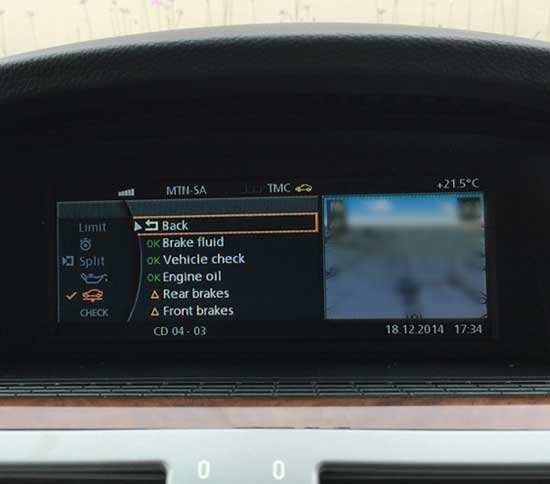
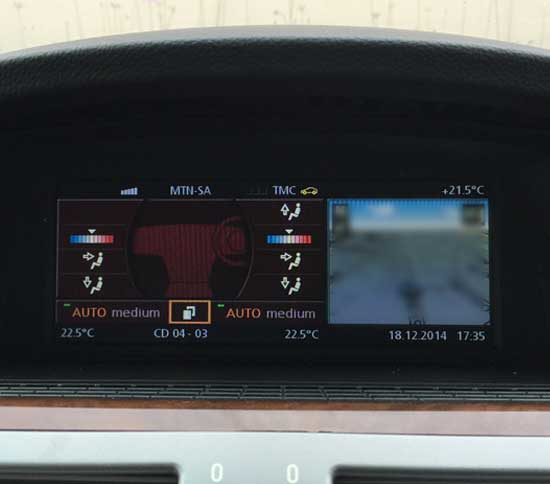
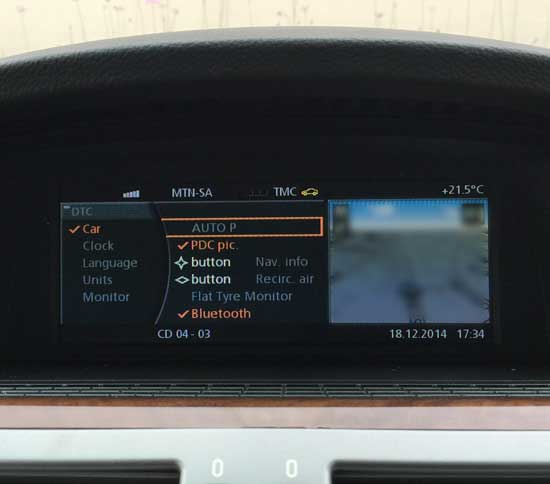